# Josceline Wodehouse

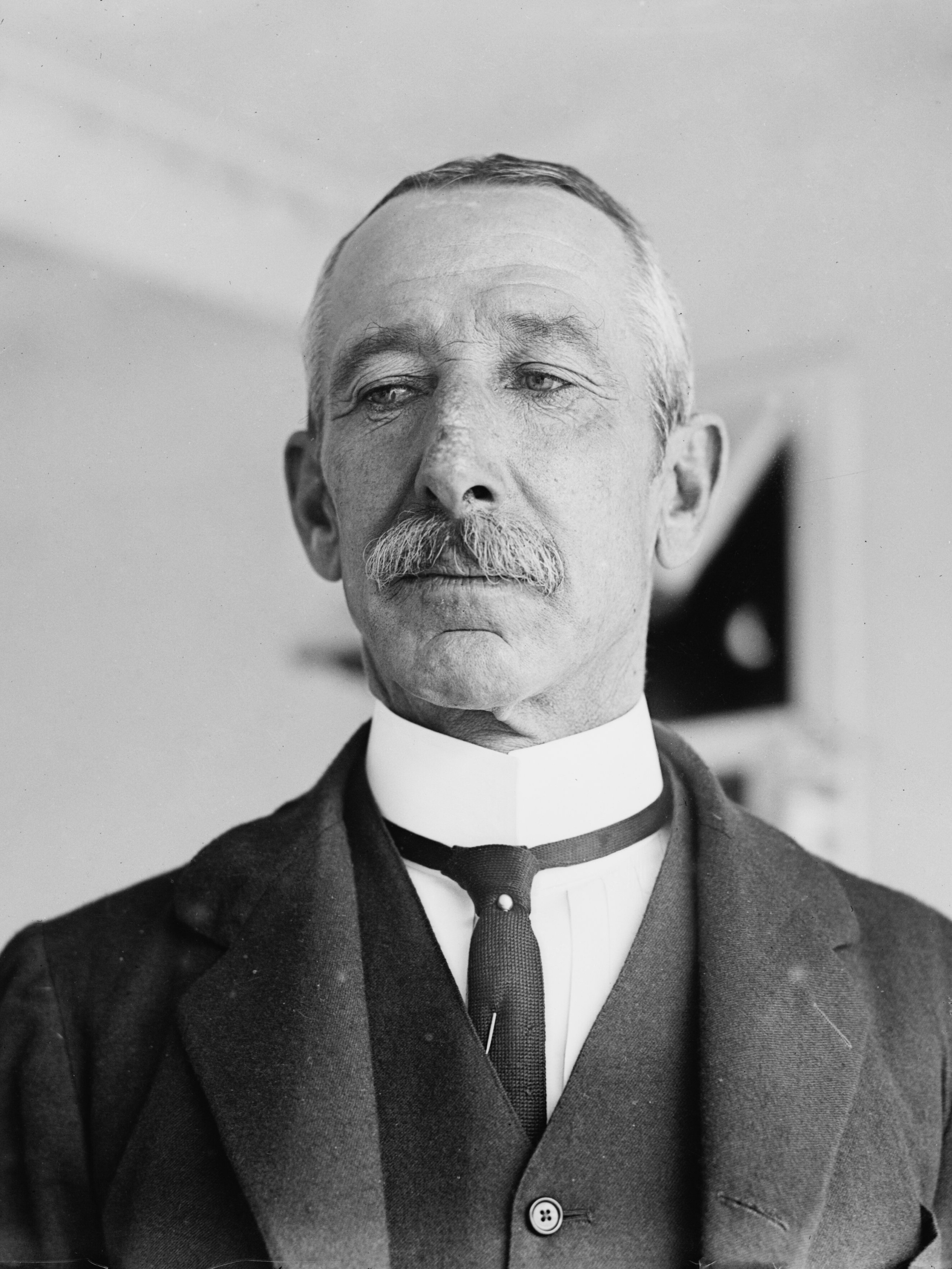
Generalleutnant Sir Josceline Wodehouse (1908).

Sir Josceline Heneage Wodehouse, GCB, CMG (* 17. Juli 1852; † 16. Januar 1930) war ein britischer Offizier der British Army, der als Generalleutnant von 1907 bis 1908 Gouverneur von Bermuda sowie zwischen 1908 und 1910 Oberkommandierender der Nordarmee der Britisch-Indischen Armee war. Als General war er von 1912 bis 1923 zudem Colonel Commandant der Royal Artillery.

## Leben

### Offiziersausbildung, Zulukrieg und Anglo-Afghanischer Krieg
Josceline Heneage Wodehouse, Sohn des Vizeadmirals der Royal Navy George Wodehouse und dessen Ehefrau Eleanor Charlotte Drummond, begann nach der Schulausbildung als Gentleman Cadet eine Offiziersausbildung an der Royal Military Academy Woolwich. Nach deren Abschluss wurde er am 2. November 1872 als Leutnant (Lieutenant) in die Royal Artillery übernommen, wobei die Beförderung am 8. August 1873 ohne Anspruch auf entsprechende Zahlung der Besoldung auf den 2. Mai 1872 vordatiert wurde. Er nahm zwischen dem 11. Januar und dem 1. September 1879 am Zulukrieg sowie im Anschluss von 1879 bis 1880 am Zweiten Anglo-Afghanischen Krieg teil, wofür er am 25. Mai 1880 erstmals im Kriegsbericht erwähnt wurde (Mentioned in despatches).

### Ägyptisches Heer
Am 1. Oktober 1881 wurde Wodehouse zum Hauptmann (Captain) befördert und als solcher am 18. April 1883 in das Ägyptische Heer (Egyptian Army) abgeordnet. Dort erfolgte am 21. Mai 1884 seine Beförderung zum Major und am 26. November 1886 wurde ihm zusätzlich der Brevet-Rang eines Oberstleutnants (Brevet Lieutenant-Colonel) verliehen. Als solcher wurde er am 30. November 1888 mit einer Sonderaufgabe im Royal Regiment of Artillery betraut. 1889 wurde er Companion des Order of the Bath (CB) und nahm während des Mahdi-Aufstandes am 3. August 1889 an der Schlacht von Toski teil.
Josceline Wodehouse wurde am 2. Januar 1890 zum Oberst (Colonel) befördert und erhielt für seine Verdienste in Ägypten am 16. Januar 1890 den Mecidiye-Orden des Osmanischen Reiches Zweiter Klasse. Wenige Wochen später wurde er am 21. Mai 1890 auch Companion des Order of St Michael and St George (CMG). und bekam am 9. Juli 1894 darüber hinaus den Osmanié-Orden des Osmanischen Reiches Zweiter Klasse verliehen.

### Britisch-Indische Armee
Nach seinem Einsatz in der Egyptian Army wurde Oberst Wodehouse nach Britisch-Indien versetzt, wo er in den folgenden Jahren verschiedene Kommandeursposten innerhalb der Britisch-Indischen Armee innehatte. Während des Aufstandes in Malakand (26. Jul bis 2. August 1897) war er Kommandeur der 3. Brigade der Malakand Field Force und wurde für seine dortigen am 3. Dezember 1897 sowie am 7. Januar 1898 im Kriegsbericht erwähnt. Anschließend wurde er am 29. Januar 1898 zunächst in den Generalstab der Britisch-Indischen Armee abgeordnet, übernahm aber bereits am 2. Februar 1898 unter gleichzeitiger Verleihung des vorübergehenden Dienstgrades eines Brigadegenerals (Temporary Brigadier-General) den Posten als Kommandant des Militärbezirks Zweiter Klasse (Second Class District) der Präsidentschaft Bengalen in Kalkutta und hatte diesen bis 1899 inne.
Im Anschluss war Josceline Wodehouse zwischen 1899 und April 1900 Kommandant des Militärbezirks Zweiter Klasse Sindh in Karatschi. In dieser Verwendung erfolgte am 24. April 1899 seine Beförderung zum Generalmajor (Major-General) Er war zudem bis zum 19. April 1900 Assistierender Generaladjutant im Hauptquartier der Armee (Assistant Adjutant General, Army Head-Quarters) sowie zwischen Januar 1900 und 1901 auch Kommandant des Militärbezirks Zweiter Klasse Secunderabad. Dieser Posten wurde am 11. April 1901 sowie am 21. Mai 1901 als Kommandeur eines Militärbezirks Erster Klasse (First Class District) bestätigt. Im Januar 1902 übernahm er den Posten als Kommandant des Militärbezirks Erster Klasse Lahore in Meean Meer und verblieb dort bis November 1902.
1903 wurde Generalmajor Wodehouse Kommandant des Militärbezirks Erster Klasse Rawalpindi in Murree sowie zugleich Kommandeur der zur Nordarmee gehörenden 2nd Rawalpindi Division und bekleidete diese beiden Posten bis April 1906. In dieser Verwendung erfolgte am 31. Oktober 1905 auch seine Beförderung zum Generalleutnant (Lieutenant-General). Während seiner Dienstzeit in Britisch-Indien nahm er an verschiedenen Einsätzen in der North West Frontier-Provinz teil.

### Gouverneur von Bermuda und Oberkommandierender der Nordarmee der Britisch-Indischen Armee
Am 15. Juni 1907 wurde Generalleutnant Wodehouse zum Gouverneur von Bermuda sowie zum Oberkommandierenden der dortigen Truppen (Governor and Commander-in-Chief of the Bermudas or Somers Islands) ernannt und damit zum Nachfolger von Generalleutnant Sir Robert MacGregor Stewart. Er verblieb auf diesem Posten bis zum 31. Oktober 1908, woraufhin Generalleutnant Walter Kitchener ihn ablöste. In dieser Zeit wurde er am 9. November 1908 zum Knight Commander des militärischen Zweiges der Order of the Bath (KCB (Mil)) geschlagen, so dass er fortan den Namenszusatz „Sir“ führte.
Nach Beendigung seiner kurzen Amtszeit als Gouverneur von Bermuda kehrte Sir Josceline Wodehouse nach Britisch-Indien zurück, nachdem er am 10. November 1908 zum Oberkommandierenden der Nordarmee (General Officer Commanding-in-Chief, Northern Army) der Britisch-Indischen Armee ernannt worden war. Er übernahm diesen Posten im November 1908 von General Sir Alfred Gaselee und verblieb in dieser Funktion bis Oktober 1910, woraufhin Generalleutnant Sir James Willcocks ablöste. Nach seiner Rückkehr nach Großbritannien wurde er am 19. Juni 1911 zum General befördert. Als Nachfolger des verstorbenen Generalmajors Sir John Frederick Maurice wurde er am 12. Januar 1912 Colonel Commandant der Royal Artillery und hatte diesen bis zu seinem Rücktritt am 15. Mai 1923 inne, wonach Generalmajor H. B. Jeffreys seine Nachfolge antrat.
Am 3. Juni 1913 wurde er zum Knight Grand Cross des militärischen Zweiges des Order of the Bath (GCB (Mil)) erhoben. Am 6. Juni 1913 erfolgte seine Versetzung in den Ruhestand (Retired Pay List). Gleichwohl erfolgte am 25. März 1916 seine Berufung zum Deputy Lieutenant (DL) der Grafschaft Surrey. Darüber hinaus war er während des Ersten Weltkrieges zwischen dem 1. September 1916 und dem 23. November 1916 Kommandeur des Surrey Volunteer Regiment und Kommandant dieser Grafschaft.
Sir Josceline Heneage Wodehouse war zwei Mal verheiratet. In erster Ehe heiratete er am 1. Oktober 1885 Constance d’Aguilar, Tochter von General Sir Charles Lawrence d’Aguilar und Emily Percy, eine Tochter von Vizeadmiral Josceline Percy, die allerdings bereits nach weniger als einem Jahr Ehe am 21. August 1886 verstarb. Am 15. Mai 1901 heiratete er in zweiter Ehe Mary Joyce Wilmot-Sitwell (1867–1951), Tochter des Barrister Robert Sacheverell Wilmot-Sitwell und dessen Ehefrau Mary Blanche Senior. Aus dieser Ehe ging der einzige Sohn Armine George Wodehouse (1904–1935) hervor, der als Oberleutnant im Kavallerieregiment 8th King’s Royal Irish Hussars diente.